# 황두연 (1905년)
황두연(黃斗淵, 1905년 2월 15일~1984년 5월 24일)은 대한민국의 제헌 국회의원이다. 전남 순천 출생이다.

## 약력
- 전주신흥중학교 졸업
- 일본법전 제3년 수료
- 고흥 영천학교 교장
- 순천부읍장
- 순천중앙교회 장로
- 순천기독교연합회 회장
- 대한노총 순천군 연맹위원장
- 대한농총 중앙감찰위원, 중앙집행위원
- 독촉국민회 순천지부장
- 미국공보원정보과근무

## 역대 선거 결과
|  | 52.88% |

|  | 26.39% |

## 참고 문헌
- 《대한민국 의정총람》, 국회의원총람발간위원회, 1994년